# داستان جنایی آمریکایی
داستان جنایی آمریکایی (انگلیسی: American Crime Story) آنتولوژی جنایت‌های واقعی است که توسط اسکات الکساندر و لری کارازوسکی خلق شده و در ۲ فوریه ۲۰۱۶ توسط شبکه تلویزیونی اف‌ایکس نمایش داده شد. هر فصل این مجموعه مانند داستان ترسناک آمریکایی داستان مجزایی دارد و به صورت یک مینی‌سریال پخش می‌شود. خالقان مجموعه پس از فصل اول، نقشی در تولید نداشتند.
فصل اول این مجموعه با زیرعنوان مردم علیه او. جی. سیمپسون به محاکمه او. جی. سیمپسون می‌پردازد و براساس کتاب دویدن برای زندگی‌اش: مردم علیه او. جی. سیمپسون اثر جفری توبین ساخته شده‌است. فصل دوم این مجموعه با زیرعنوان ترور جانی ورساچه و براساس کتابی از مورین اورث با نام توجه‌های عامیانه: اندرو کونانان، جانی ورساچه و بزرگ‌ترین شکست در تعقیب جنایت‌کاران در تاریخ آمریکا ساخته شده‌است.
این مجموعه از شبکه تلویزیونی کابلی اف‌ایکس در ایالات متحده آمریکا پخش می‌شود. اولین قسمت این مجموعه در ۲ فوریه ۲۰۱۶ پخش شد.
فصل سوم این مجموعه به رسوایی کلینتون-لوینسکی اختصاص دارد.